# 29681 Saramanshad
A 29681 Saramanshad (ideiglenes jelöléssel (29681) 1998 XT47) a Naprendszer kisbolygóövében található aszteroida. A LINEAR projekt keretében fedezték fel 1998. december 14-én.